# Museu Nacional de Arte Antiga

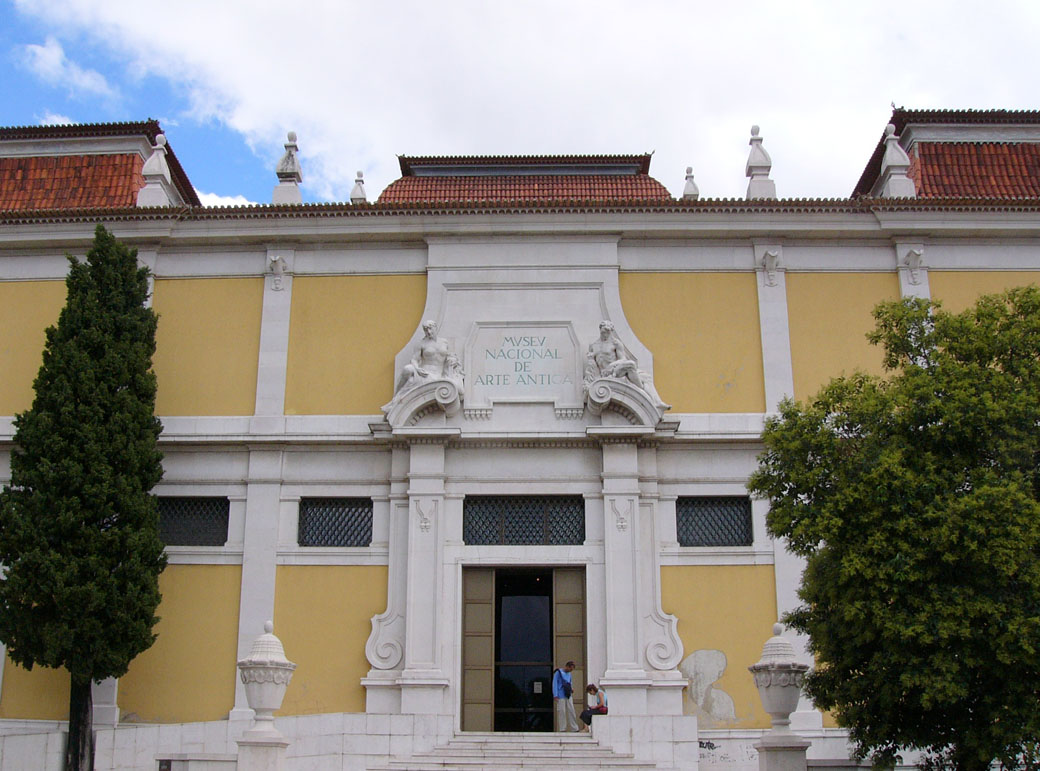
Huvudentré till Museu Nacional de Arte Antiga

Museu Nacional de Arte Antiga (muˈzeu nɐsiuˈnaɫ dɨ ˈaɾt(ɨ) ɐ̃ˈtiɡɐ) i Lissabon är det viktigaste konstmuseet i Portugal samt ett av de viktigaste i Europa. Museet grundades 1884.

## Galleri

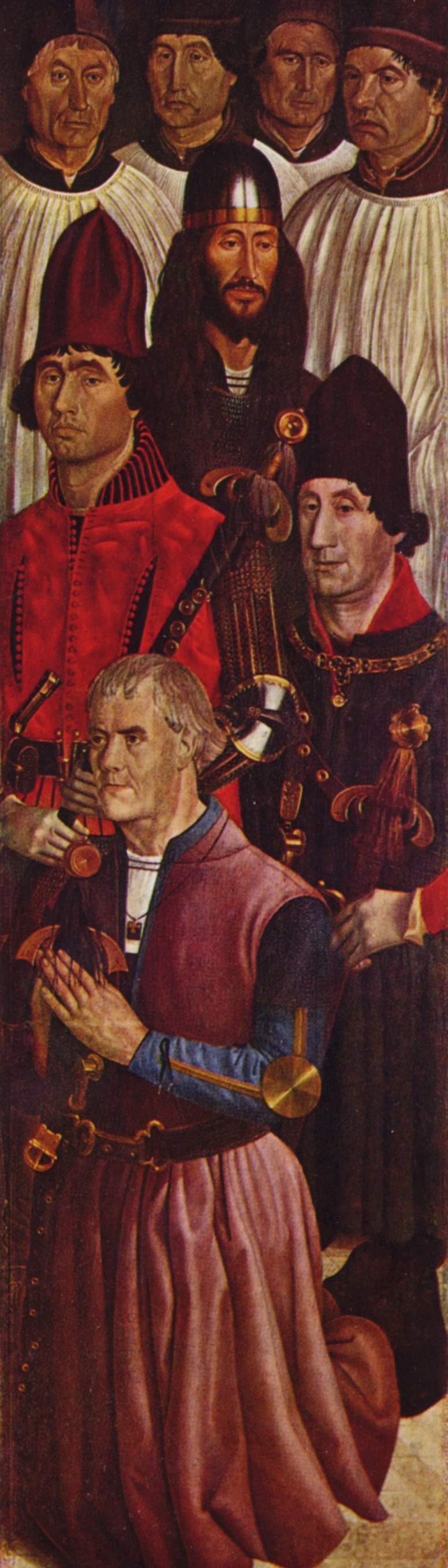
Nuno Gonçalves
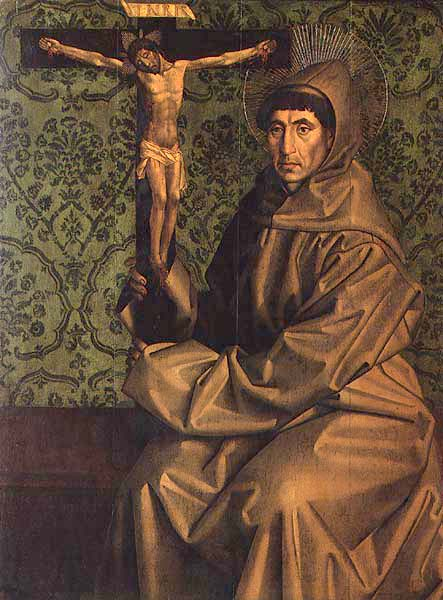
Nuno Gonçalves
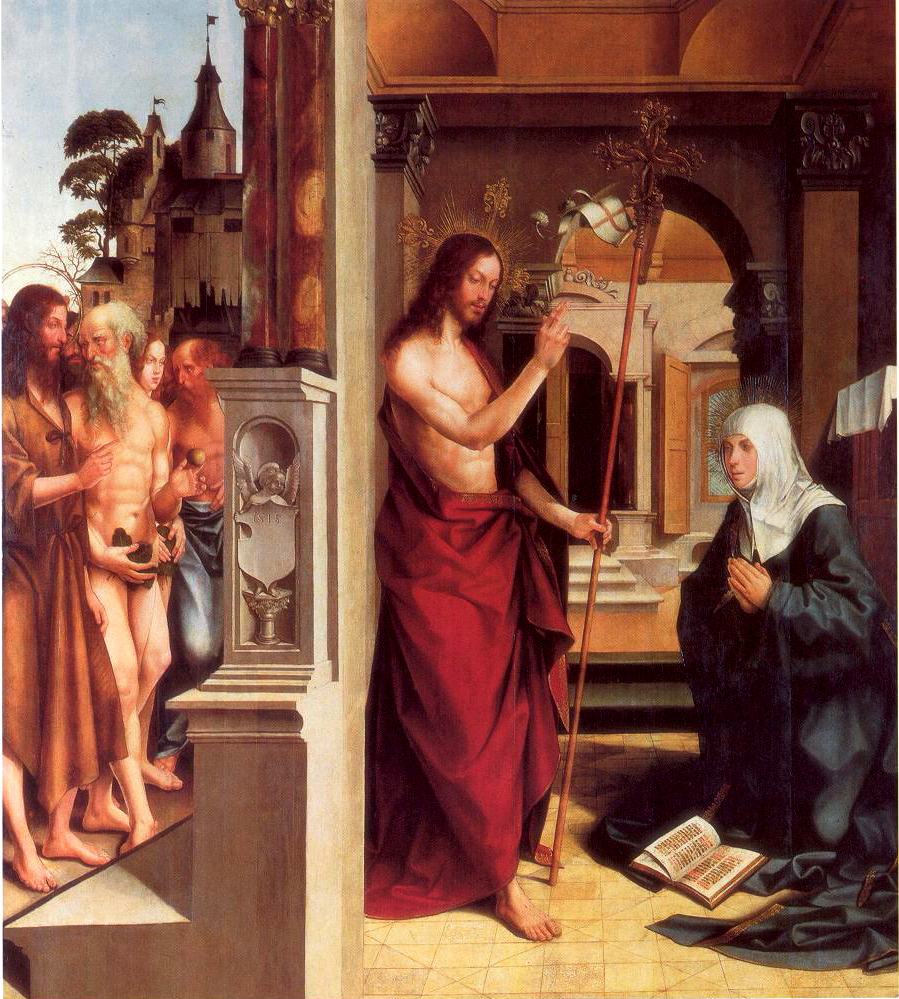
Jorge Afonso
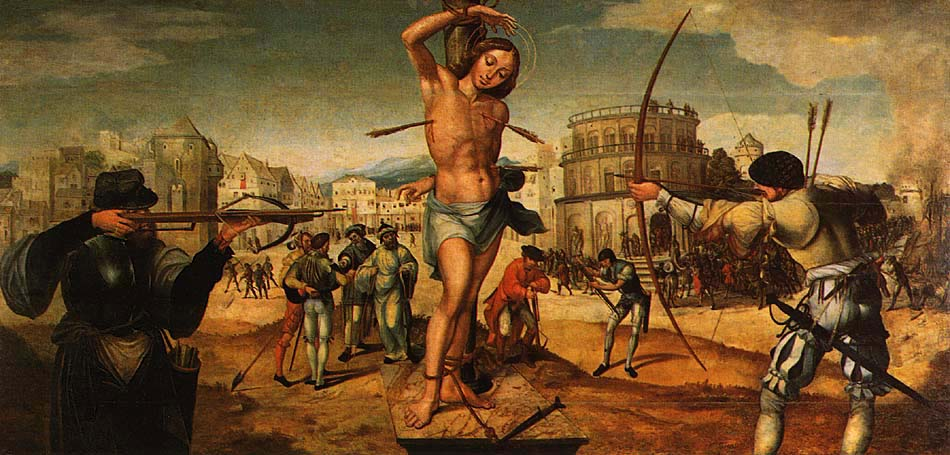
Gregório Lopes
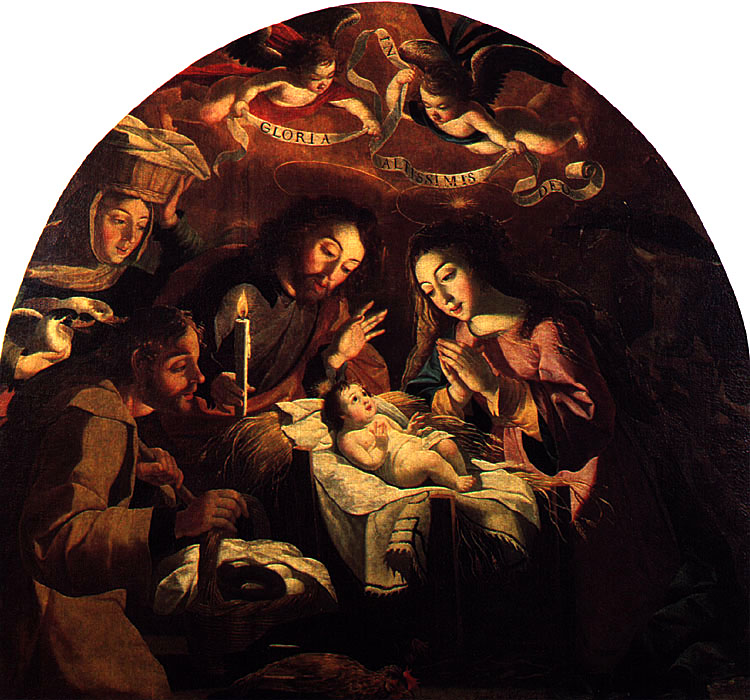
Josefa Obidos
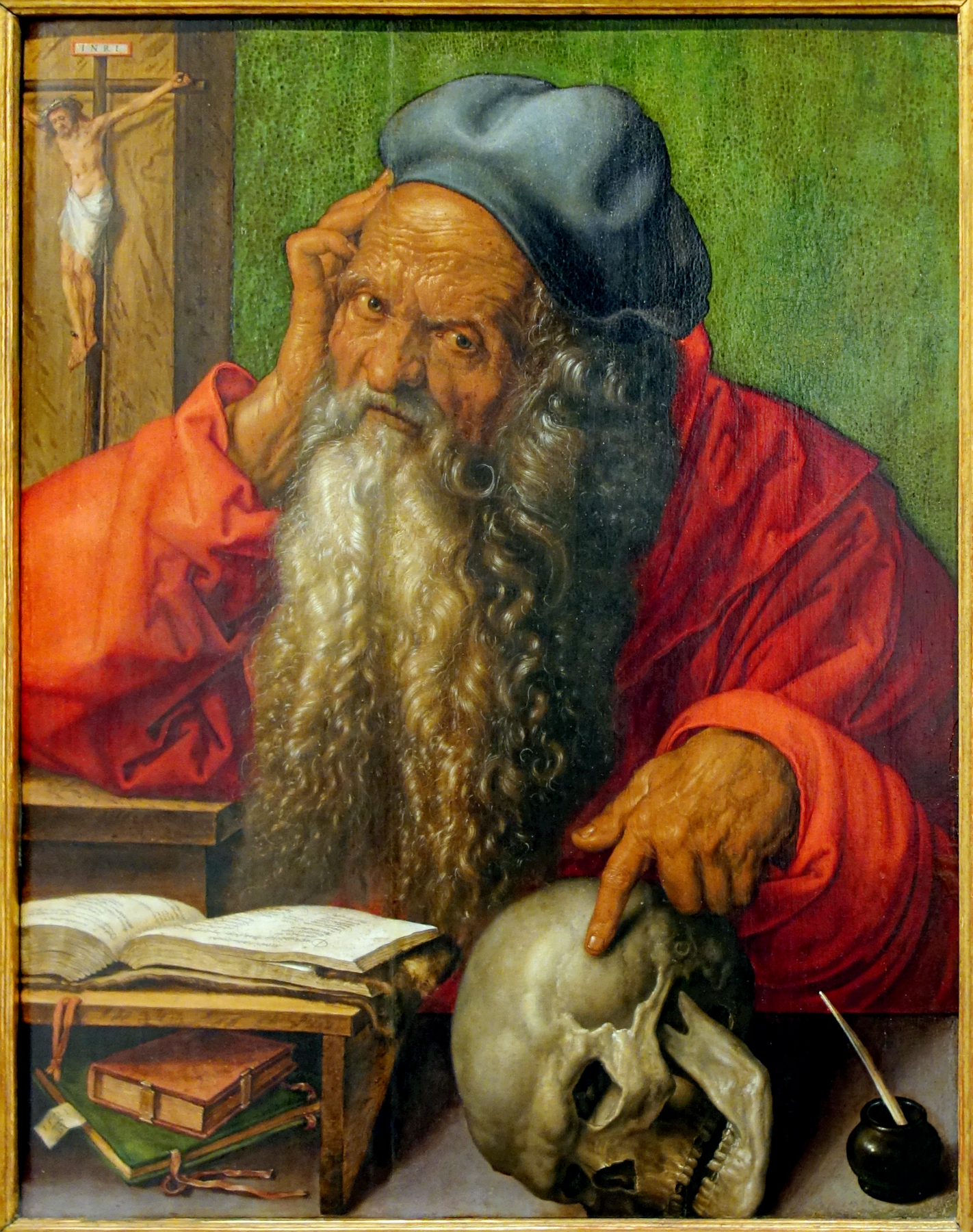
Durero
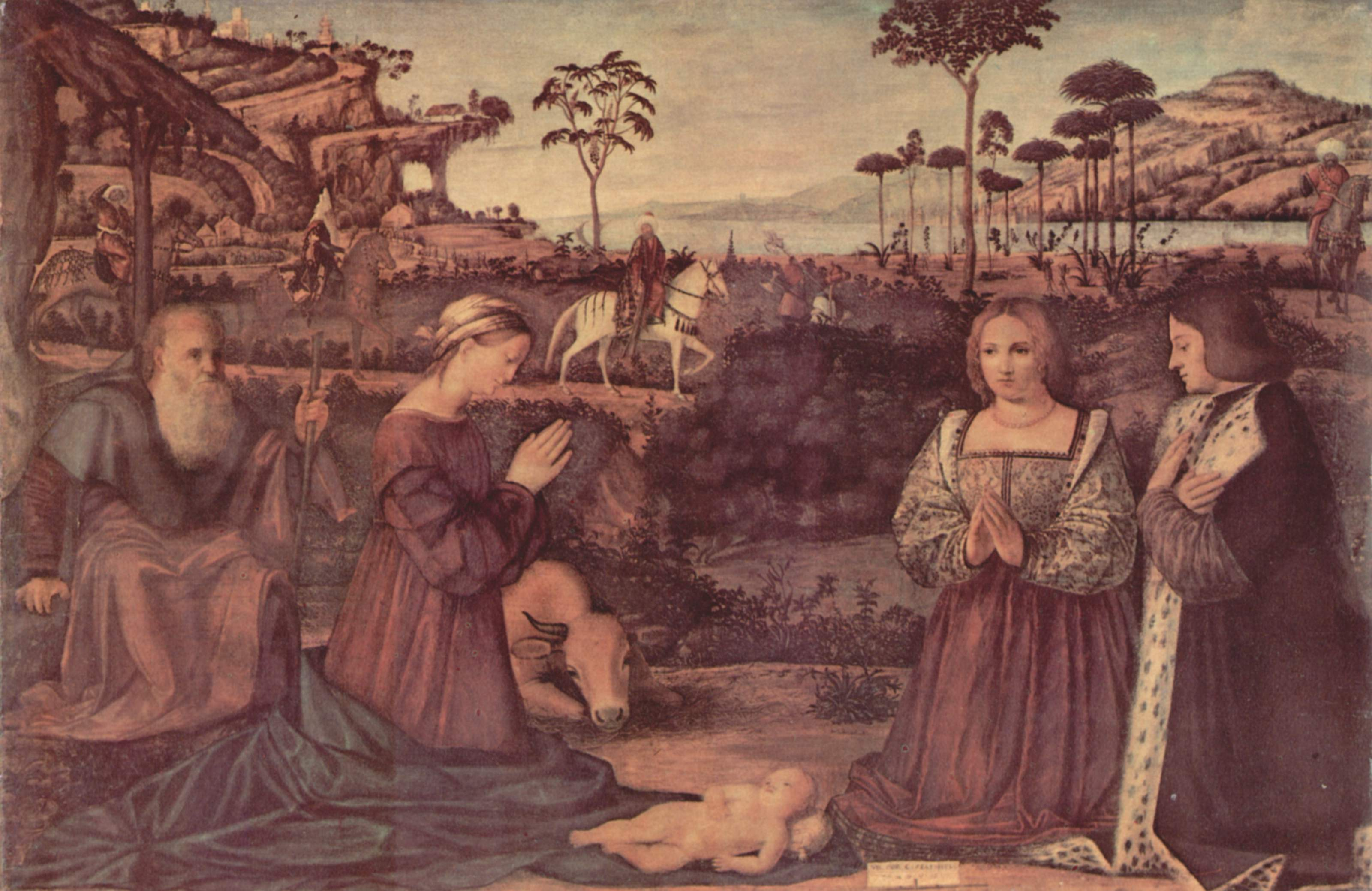
Vittore Carpaccio
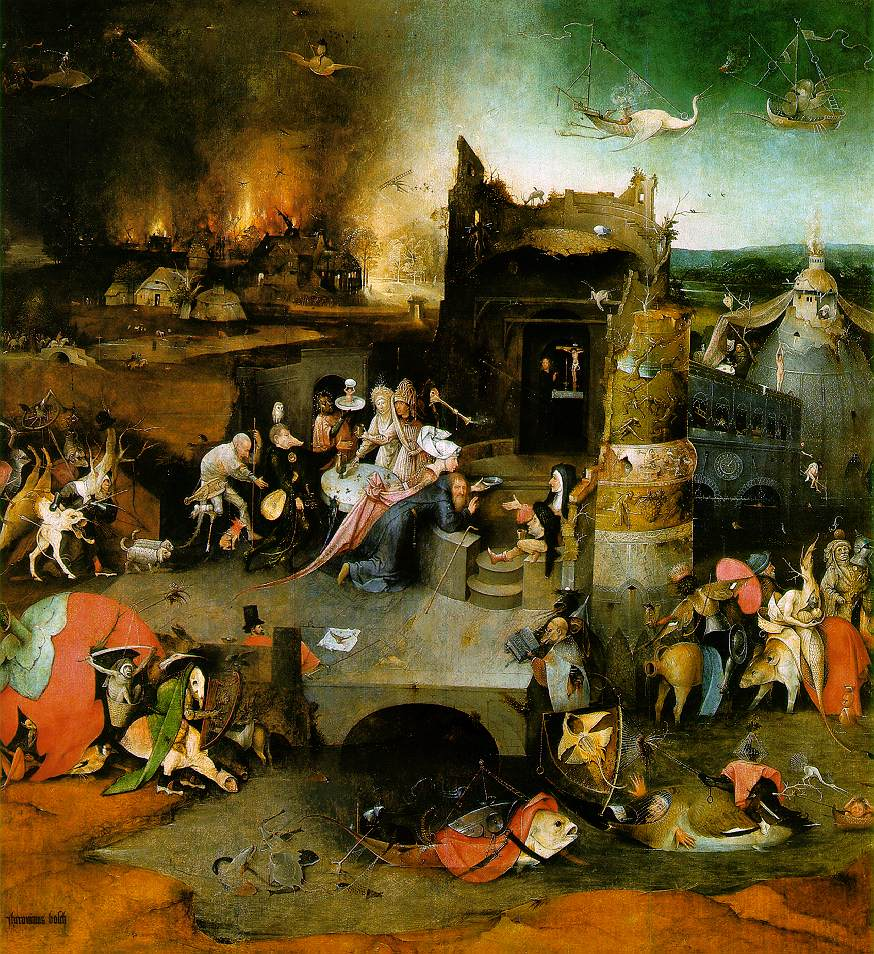
El Bosco
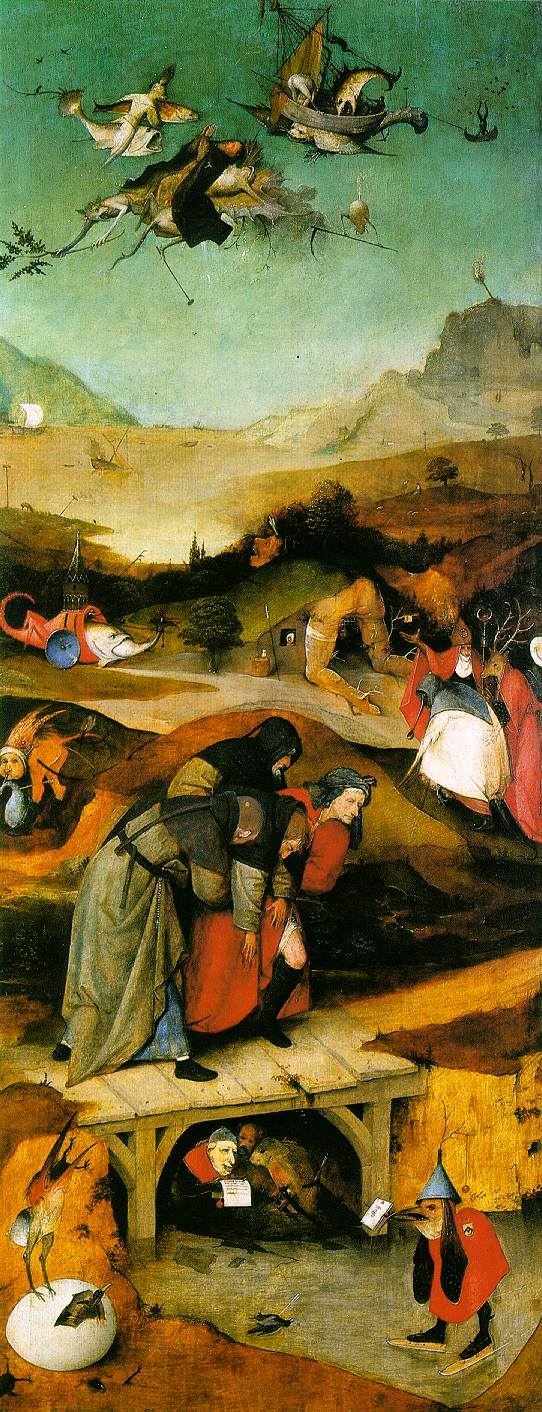
El Bosco
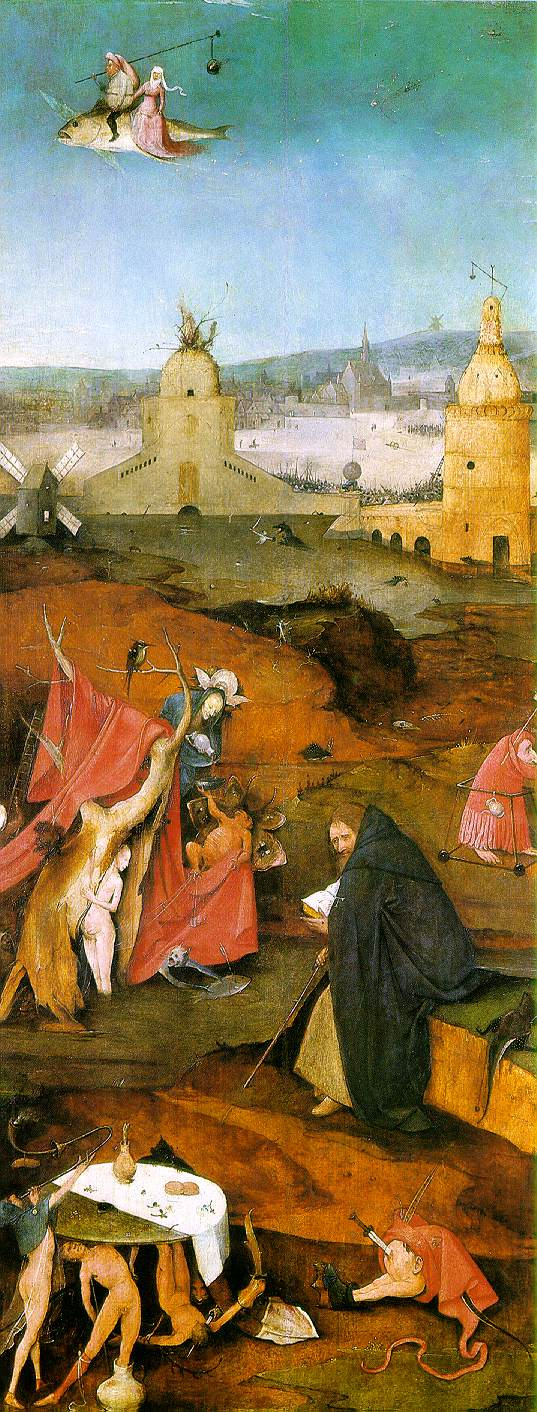
El Bosco
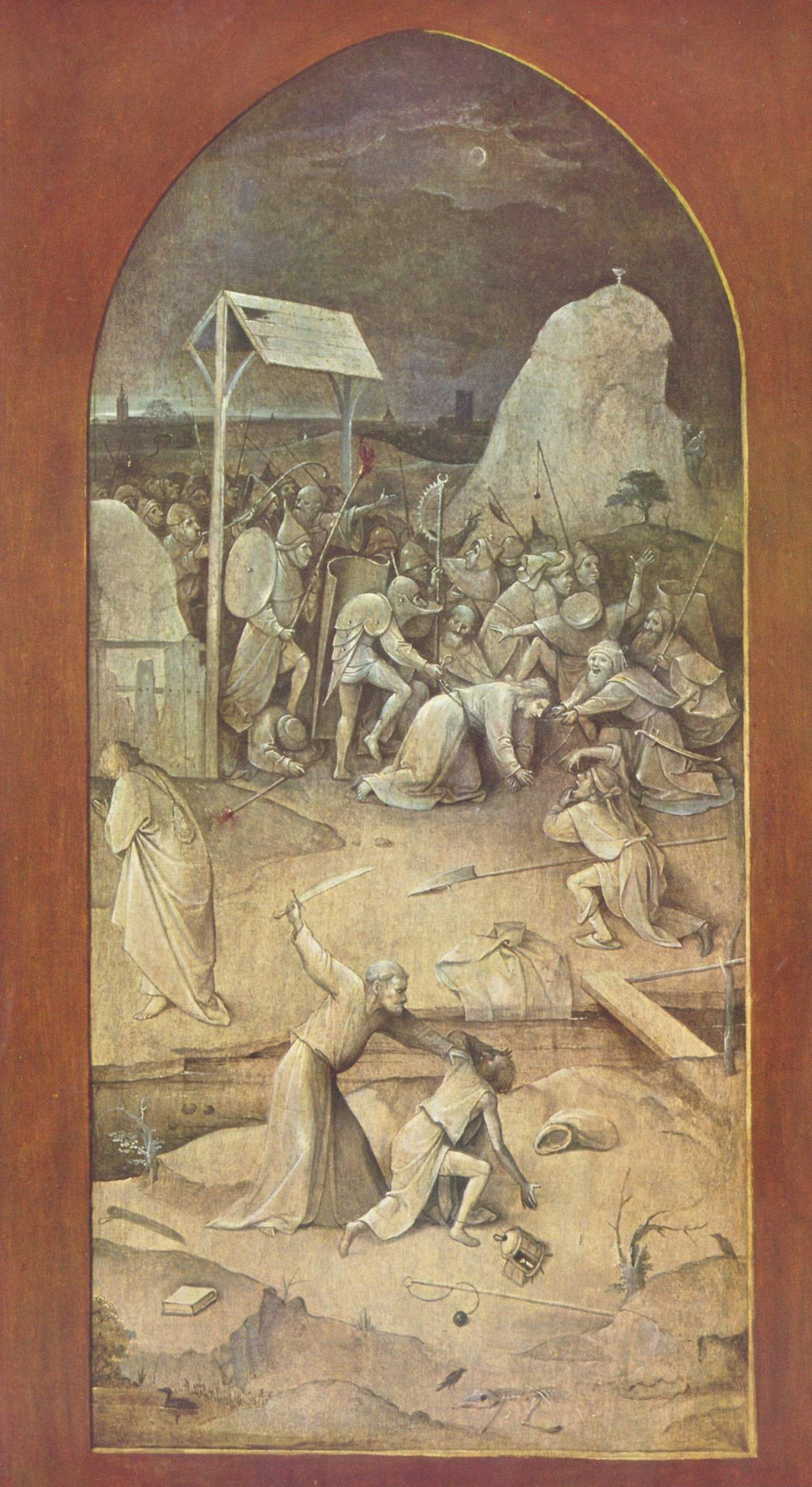
El Bosco
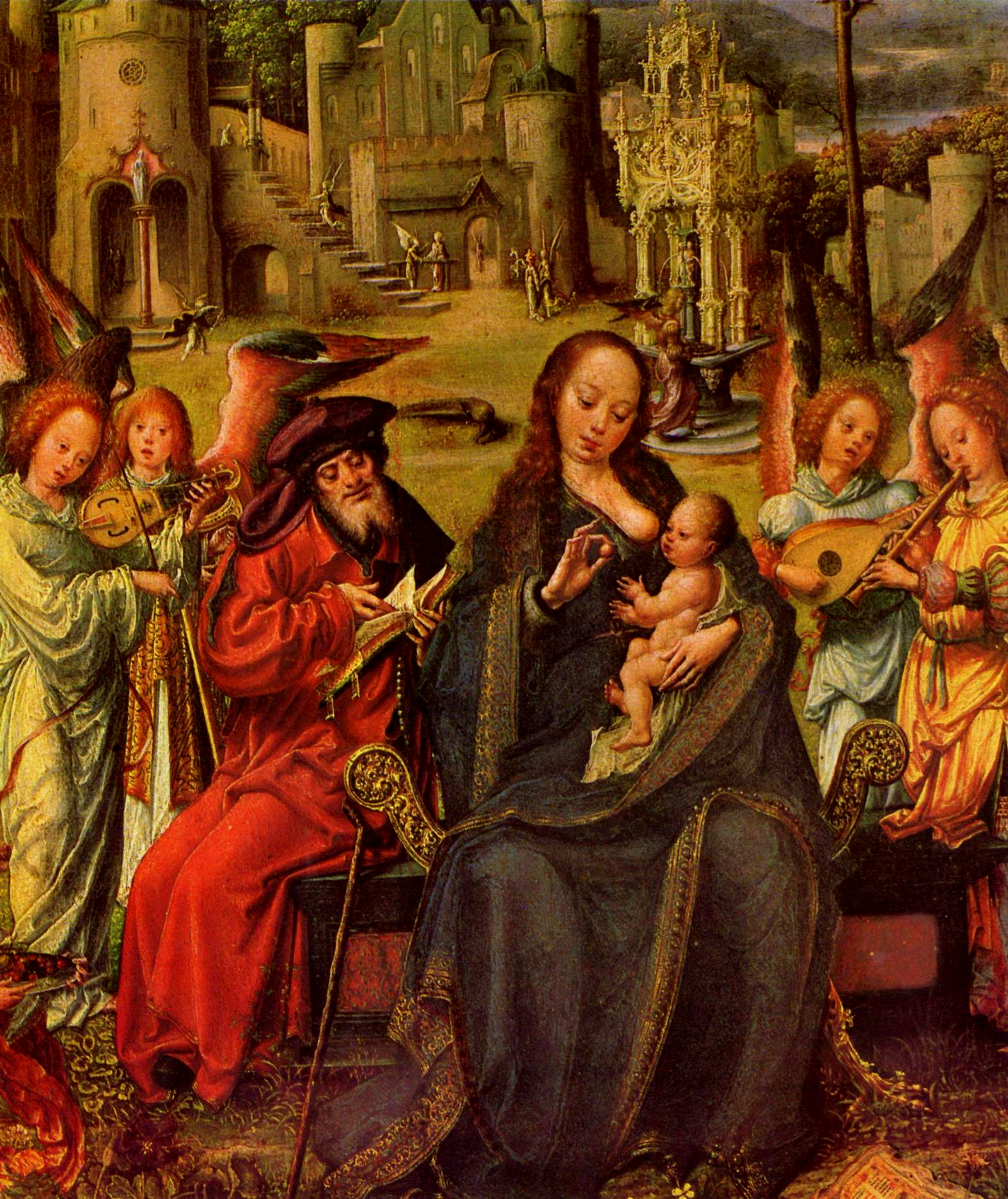
Jan Gossaert
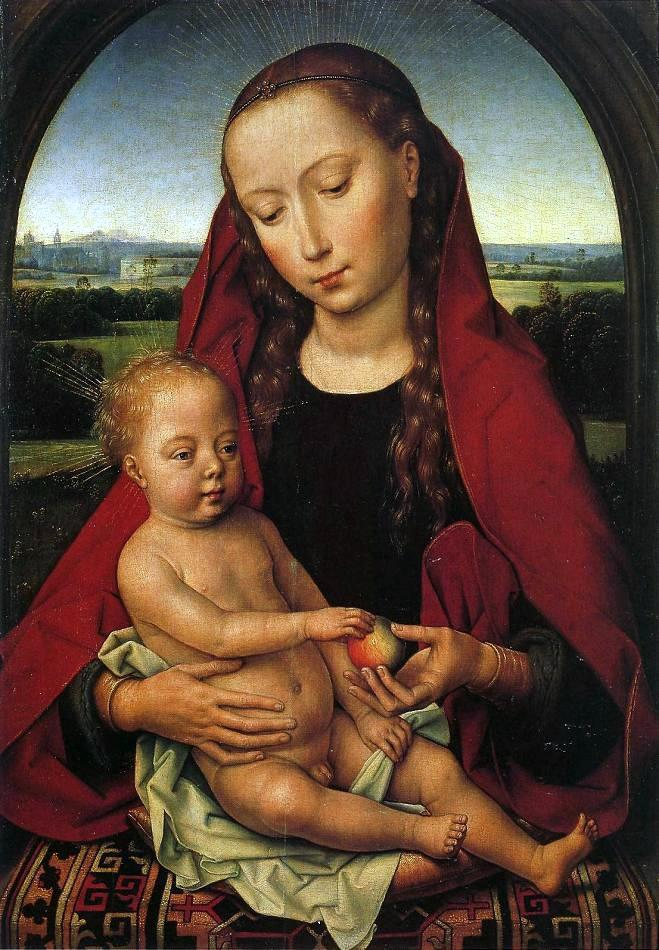
Hans Memling

- Wikimedia Commons har media som rör Museu Nacional de Arte Antiga.